# Cișmea, Orhei
Cișmea este un sat din cadrul comunei Pelivan din raionul Orhei, Republica Moldova